# Wereldkampioenschappen schaatsen afstanden 1997
De wereldkampioenschappen afstanden 1997 op de schaats werden van vrijdag 7 tot en met zondag 9 maart gehouden op de ijsbaan Tor Stegny in Warschau, Polen.
Het waren de tweede WK afstanden en de eerste op een onoverdekte kunstijsbaan.

## Schema
Het toernooi werd verreden volgens onderstaand programma.
| Datum                 | Onderdeel                                                                                               |
| --------------------- | --- |
| vrijdag 7 maart 1997  | 5000 meter mannen 500 meter vrouwen 1e run 500 meter vrouwen 2e run 3000 meter vrouwen                  |
| zaterdag 8 maart 1997 | 500 meter mannen 1e run 500 meter mannen 2e run 1500 meter mannen 1000 meter vrouwen 5000 meter vrouwen |
| zondag 9 maart 1997   | 1000 meter mannen 10.000 meter mannen 1500 meter vrouwen                                                |

## 500 meter mannen
| #      | Schaatser           | Land             | Tijd    | 1e 500 m   | 2e 500m    |
| ------ | ------------------- | ---------------- | ------- | ---------- | ---------- |
| Goud   | Manabu Horii        | Japan            | 1.13,55 | 37,08 (3)  | 36,47 (1)  |
| Zilver | Roger Strøm         | Noorwegen        | 1.13,58 | 37,00 (1)  | 36,58 (2)  |
| Brons  | Hiroyasu Shimizu    | Japan            | 1.13,97 | 37,28 (6)  | 36,69 (3)  |
| 4      | Sergej Klevtsjenja  | Rusland          | 1.13,99 | 37,01 (2)  | 36,98 (4)  |
| 5      | Mike Ireland        | Canada           | 1.14,57 | 37,16 (4)  | 37,41 (7)  |
| 6      | Casey FitzRandolph  | Verenigde Staten | 1.14,87 | 37,71 (12) | 37,16 (5)  |
| 7      | Vadim Sjaksjakbajev | Rusland          | 1.14,93 | 37,65 (11) | 37,28 (6)  |
| 8      | Jan Bos             | Nederland        | 1.14,98 | 37,26 (5)  | 37,72 (11) |
| 9      | Pat Bouchard        | Canada           | 1.15,05 | 37,48 (7)  | 37,57 (9)  |
| 10     | Jeremy Wotherspoon  | Canada           | 1.15,20 | 37,76 (14) | 37,44 (8)  |

## 1000 meter mannen
| #      | Schaatser          | Land             | Tijd    |
| ------ | ------------------ | ---------------- | ------- |
| Goud   | Ådne Søndrål       | Noorwegen        | 1.14,40 |
| Zilver | Jan Bos            | Nederland        | 1.14,81 |
| Brons  | Martin Hersman     | Nederland        | 1.15,07 |
| 4      | Jeremy Wotherspoon | Canada           | 1.15,33 |
| 5      | Sylvain Bouchard   | Canada           | 1.15,72 |
| 6      | Gerard van Velde   | Nederland        | 1.15,74 |
| 7      | Kevin Overland     | Canada           | 1.15,79 |
| 8      | Manabu Horii       | Japan            | 1.15,82 |
| 9      | Jegal Sung-yeol    | Zuid-Korea       | 1.15,84 |
| 10     | Casey FitzRandolph | Verenigde Staten | 1.16,06 |

## 1500 meter mannen
| #      | Schaatser            | Land             | Tijd    |
| ------ | -------------------- | ---------------- | ------- |
| Goud   | Rintje Ritsma        | Nederland        | 1.53,58 |
| Zilver | Ådne Søndrål         | Noorwegen        | 1.55,16 |
| Brons  | Neal Marshall        | Canada           | 1.55,65 |
| 4      | Martin Hersman       | Nederland        | 1.55,91 |
| 5      | Jeroen Straathof     | Nederland        | 1.56,57 |
| 6      | Steinar Johansen     | Noorwegen        | 1.56,58 |
| 7      | Keiji Shirahata      | Japan            | 1.56,93 |
| 8      | KC Boutiette         | Verenigde Staten | 1.57,08 |
| 9      | Uwe Tonat            | Duitsland        | 1.58,54 |
| 10     | Marnix ten Kortenaar | Oostenrijk       | 1.58,58 |

## 5000 meter mannen
| #      | Schaatser           | Land             | Tijd    |
| ------ | ------------------- | ---------------- | ------- |
| Goud   | Rintje Ritsma       | Nederland        | 7.02,34 |
| Zilver | Gianni Romme        | Nederland        | 7.03,22 |
| Brons  | Frank Dittrich      | Duitsland        | 7.12,12 |
| 4      | Bart Veldkamp       | België           | 7.13,07 |
| 5      | Lasse Sætre         | Noorwegen        | 7.14,16 |
| 6      | Keiji Shirahata     | Japan            | 7.14,85 |
| 7      | Vadim Sajoetin      | Rusland          | 7.15,56 |
| 8      | KC Boutiette        | Verenigde Staten | 7.15,65 |
| 9      | Ids Postma          | Nederland        | 7.16,24 |
| 10     | Martin Feigenwinter | Zwitserland      | 7.17,83 |

## 10.000 meter mannen
| #      | Schaatser       | Land             | Tijd     |
| ------ | --------------- | ---------------- | -------- |
| Goud   | Gianni Romme    | Nederland        | 14.18,75 |
| Zilver | Rintje Ritsma   | Nederland        | 14.30,60 |
| Brons  | Bob de Jong     | Nederland        | 14.33,82 |
| 4      | Bart Veldkamp   | België           | 14.37,73 |
| 5      | KC Boutiette    | Verenigde Staten | 14.38,19 |
| 6      | Joeri Kochanets | Rusland          | 14.40,01 |
| 7      | Kjell Storelid  | Noorwegen        | 14.40,10 |
| 8      | Frank Dittrich  | Duitsland        | 14.42,19 |
| 9      | Vadim Sajoetin  | Rusland          | 14.47,96 |
| 10     | Lasse Sætre     | Noorwegen        | 14.52,83 |

## 500 meter vrouwen
| #      | Schaatser         | Land             | Tijd      | 1e 500 m   | 2e 500m    |
| ------ | ----------------- | ---------------- | --------- | ---------- | ---------- |
| Goud   | Xue Ruihong       | China            | 1.21,06   | 40,75 (3)  | 40,31 (1)  |
| Zilver | Sabine Völker     | Duitsland        | r 1.21,33 | 40,61 (1)  | 40,72 (2)  |
| Brons  | Franziska Schenk  | Duitsland        | 1.21,91   | 40,70 (2)  | 41,21 (6)  |
| 4      | Marianne Timmer   | Nederland        | 1.22,14   | 40,95 (4)  | 41,19 (4)  |
| 5      | Svetlana Zjoerova | Rusland          | 1.22,37   | 41,56 (7)  | 40,81 (3)  |
| 6      | Kyoko Shimazaki   | Japan            | 1.22,72   | 41,28 (5)  | 41,44 (10) |
| 7      | Monique Garbrecht | Duitsland        | 1.22,87   | 41,65 (10) | 41,22 (7)  |
| 8      | Susan Auch        | Canada           | 1.23,03   | 41,59 (8)  | 41,44 (10) |
| 9      | Tomomi Okazaki    | Japan            | 1.23,09   | 41,87 (11) | 41,22 (7)  |
| 10     | Becky Sundstrom   | Verenigde Staten | 1.23,19   | 41,64 (9)  | 41,55 (13) |

## 1000 meter vrouwen
| #      | Schaatser        | Land             | Tijd    |
| ------ | ---------------- | ---------------- | ------- |
| Goud   | Marianne Timmer  | Nederland        | 1.21,31 |
| Zilver | Sandra Zwolle    | Nederland        | 1.21,92 |
| Brons  | Franziska Schenk | Duitsland        | 1.22,10 |
| 4      | Shiho Kusunose   | Japan            | 1.22,22 |
| 5      | Chris Witty      | Verenigde Staten | 1.22,79 |
| 6      | Anke Baier       | Duitsland        | 1.22,86 |
| 7      | Sabine Völker    | Duitsland        | 1.23,00 |
| 8      | Moira D'Andrea   | Verenigde Staten | 1.23,07 |
| 9      | Annamarie Thomas | Nederland        | 1.23,12 |
| 10     | Emese Hunyady    | Oostenrijk       | 1.23,23 |

## 1500 meter vrouwen
| #      | Schaatser              | Land       | Tijd    |
| ------ | ---------------------- | ---------- | ------- |
| Goud   | Gunda Niemann-Kleemann | Duitsland  | 2.04,43 |
| Zilver | Anni Friesinger        | Duitsland  | 2.06,18 |
| Brons  | Marianne Timmer        | Nederland  | 2.07,54 |
| 4      | Svetlana Bazjanova     | Rusland    | 2.07,71 |
| 5      | Tonny de Jong          | Nederland  | 2.07,87 |
| 6      | Emese Hunyady          | Oostenrijk | 2.08,63 |
| 7      | Mihaela Dascălu        | Roemenië   | 2.09,91 |
| 8      | Claudia Pechstein      | Duitsland  | 2.10,23 |
| 9      | Ljoedmila Prokasjeva   | Kazachstan | 2.10,42 |
| 10     | Mie Uehara             | Japan      | 2.10,55 |

## 3000 meter vrouwen
| #      | Schaatser              | Land       | Tijd    |
| ------ | ---------------------- | ---------- | ------- |
| Goud   | Gunda Niemann-Kleemann | Duitsland  | 4.20,34 |
| Zilver | Anni Friesinger        | Duitsland  | 4.24,18 |
| Brons  | Carla Zijlstra         | Nederland  | 4.28,46 |
| 4      | Claudia Pechstein      | Duitsland  | 4.29,56 |
| 5      | Ljoedmila Prokasjeva   | Kazachstan | 4.31,25 |
| 6      | Svetlana Bazjanova     | Rusland    | 4.31,91 |
| 7      | Anette Tønsberg        | Noorwegen  | 4.32,42 |
| 8      | Barbara de Loor        | Nederland  | 4.33,30 |
| 9      | Mie Uehara             | Japan      | 4.33,40 |
| 10     | Tonny de Jong          | Nederland  | 4.35,04 |

## 5000 meter vrouwen
| #      | Schaatser                | Land       | Tijd    |
| ------ | ------------------------ | ---------- | ------- |
| Goud   | Gunda Niemann-Kleemann   | Duitsland  | 7.19,85 |
| Zilver | Carla Zijlstra           | Nederland  | 7.25,80 |
| Brons  | Claudia Pechstein        | Duitsland  | 7.30,84 |
| 4      | Heike Warnicke-Schalling | Duitsland  | 7.32,14 |
| 5      | Ljoedmila Prokasjeva     | Kazachstan | 7.34,22 |
| 6      | Tonny de Jong            | Nederland  | 7.35,58 |
| 7      | Mie Uehara               | Japan      | 7.39,57 |
| 8      | Barbara de Loor          | Nederland  | 7.42,00 |
| 9      | Mihaela Dascălu          | Roemenië   | 7.47,96 |
| 10     | Anette Tønsberg          | Noorwegen  | 7.48,05 |

## Medaillespiegel
| Plaats | Land      | Goud | Zilver | Brons | Totaal |
| 1      | Nederland | 4    | 5      | 4     | 13     |
| 2      | Duitsland | 3    | 3      | 4     | 10     |
| 3      | Noorwegen | 1    | 2      | 0     | 3      |
| 4      | Japan     | 1    | 0      | 1     | 2      |
| 5      | China     | 1    | 0      | 0     | 1      |
| 6      | Canada    | 0    | 0      | 1     | 1      |
| Totaal | Totaal    | 10   | 10     | 10    | 30     |